# Taika Mannila
Taika Mannila, född 1988, är en finlandssvensk konstnär, DJ och illustratör.
Mannila beskriver sig som förespråkare för flickighet och saker som intresserar tjejer. Hon började våren 2015 ge ut bilder på Instagram med taggen #whatagirlfeelz i protest mot appens tendens för överpositiv personbranding. I sina bilder tog Mannila fram sina egna känslor, som ångest och osäkerhet, samt reflekterade över psykiska problem och maktförhållanden. Bilderna karaktäriserades av ett rosa färgschema som Mannila säger sig älska.  År 2019 hade Mannila en separatutställning med anknytning till temat i WHAT A GIRL FEELZ Tikettis galleri.
Redan 2017 höll Mannila utställningen ONLY GIRL IN THE WORLD 365 med temat Rihanna. För utställningen ritade hon en bild av Rihanna varje dag under ett år.
Mannila utgör tillsammans med komikern Lina Schiffer dj-duon D.R.E.A.M.  De har också ett program med samma namn på Basso-radio. Mannila är också känd som grundare och medlem av kollektivet D.R.E.A.M.G.I.R.L.S.
Svenska Yle gav under flera år i slutet av 2010-talet ut en podcast i vilken Mannila diskuterade ämnen som relationer, feminism och sex med sångaren Ronja Stanley.